# Southern Highlands Province
Southern Highlands (Tok Pisin: Sauten Hailans) ist eine der 21 Provinzen von Papua-Neuguinea. Die Provinz hat eine Fläche von 15.089 km² und 515.511 Einwohner (Stand: 2010). Hauptstadt ist Mendi mit 17.119 Einwohnern.
Southern Highlands besitzt viel Kalkstein-Gebirge mit gewaltigen Höhlen, von denen viele noch unerforscht sind. Neben den Bergen dominieren breite Täler und Flusslandschaften. Der Highlands Highway führt als Erdstraße bis zur Hauptstadt Mendi, touristisch ist die Provinz aber noch nicht sehr stark erschlossen. Auch sonst ist die wirtschaftliche Entwicklung in Southern Highlands sehr karg.
Southern Highlands gehörte südlich des Hauptkamms des Zentralgebirges zur australischen Kolonie Territorium Papua und nicht zu Deutsch-Neuguinea wie die anderen Bergprovinzen. Erst 1935 drang eine Expedition in das Gebiet vor, und die australische Verwaltung hatte bis zum Ende der Kolonialzeit große Schwierigkeiten mit der feindseligen Bevölkerung.
Seit dem 17. Mai 2012 bilden die Distrikte Komo Magarima, Koroba-Lake Kopiago und Tari-Pori, die bisher zur Southern Highlands Province gehört hatten, die neue Provinz Hela.
Die Nachbarprovinzen sind Gulf im Südosten, Hela, Enga, Western Highlands und Jiwaka im Norden sowie Western im Südwesten.

## Bevölkerung
Zu den größeren Stämmen gehören die Huli. Die Mendi leben um die Hauptstadt herum und zäunen ihre traditionellen Ein-Familien-Gärten ein. Kleinere Stämme sind die Foi und die Fasu, die man an ihrem Kopfschmuck aus Kakadu-Federn erkennt. Die Kaluli sind Gärtner im tropischen Regenwald, die als große Geschichtenerzähler gelten. Während ihres Gisa-Festes singen sie traurige Balladen von vergangenen Ereignissen und bringen sich selbst in ihrem seelischen Schmerz mit Fackeln schwere Brandwunden bei. Später sind sie auf die Brandnarben sehr stolz.

## Distrikte und LLGs
Die Provinz Southern Highlands ist in fünf Distrikte unterteilt. Jeder Distrikt besteht aus einem oder mehreren „Gebieten auf lokaler  Verwaltungsebene“,  Local Level Government (LLG) Areas, die in Rural (ländliche) oder Urban (städtische) LLGs unterschieden werden.
| Distrikt               | Verwaltungszentrum | Bezeichnung der LLG-Gebiete |
| ---------------------- | ------------------ | --------------------------- |
| Ialibu-Pangia Distrikt | Ialibu             | East Pangia Rural           |
| Ialibu-Pangia Distrikt | Ialibu             | Ialibu Urban                |
| Ialibu-Pangia Distrikt | Ialibu             | Kewabi Rural                |
| Ialibu-Pangia Distrikt | Ialibu             | Wiru Rural                  |
| Imbonggu Distrikt      | Imbonggu           | Ialibu Basin Rural          |
| Imbonggu Distrikt      | Imbonggu           | Imbongu Rural               |
| Imbonggu Distrikt      | Imbonggu           | Lower Mendi Rural           |
| Kagua-Erave Distrikt   | Kagua              | Erave Rural                 |
| Kagua-Erave Distrikt   | Kagua              | Kagua Rural                 |
| Kagua-Erave Distrikt   | Kagua              | Kuare Rural                 |
| Mendi-Munihu Distrikt  | Mendi              | Karints Rural               |
| Mendi-Munihu Distrikt  | Mendi              | Lai Valley Rural            |
| Mendi-Munihu Distrikt  | Mendi              | Mendi Urban                 |
| Mendi-Munihu Distrikt  | Mendi              | Upper Mendi Rural           |
| Nipa-Kutubu Distrikt   | Nipa               | Lake Kutubu Rural           |
| Nipa-Kutubu Distrikt   | Nipa               | Mount Bosavi Rural          |
| Nipa-Kutubu Distrikt   | Nipa               | Nembi Plateau Rural         |
| Nipa-Kutubu Distrikt   | Nipa               | Nipa Rural                  |
| Nipa-Kutubu Distrikt   | Nipa               | Poroma Rural                |